# Alexandria
Alexandria (Tiếng Ả Rập, giọng Ai Cập: اسكندريه Eskendereyya; tiếng Hy Lạp: Aλεξάνδρεια), tiếng Copt: Rakota, với dân số 4,1 triệu, là thành phố lớn thứ nhì của Ai Cập, và là hải cảng lớn nhất xứ này, là nơi khoảng 80% hàng xuất khẩu và nhập khẩu của cả nước phải đi qua. Alexandria cũng là một trung tâm du lịch lớn.
Thành phố Alexandria dài khoảng 32 km (20 miles) dọc theo bờ Địa Trung Hải. Thành phố này là một trung tâm kỹ nghệ lớn nhờ có khí đốt và ống dẫn dầu đến từ kênh Suez. Các kỹ nghệ tại Alexandria gồm có nhà máy lọc dầu, nhà máy xi-măng, xưởng đóng tàu, dệt vải, thuộc da, làm giấy, kỹ nghệ thực phẩm, hóa chất và cơ khí. Alexandria cũng là một trung tâm mậu dịch quan trọng giữa châu Âu và châu Á, nhờ vị trí gần kênh Suez.
Alexandria có trụ sở của giáo hội Chính thống giáo Coptic. Hơn 95% người Copt trên khắp thế giới là thành viên của giáo hội này. Số người Copt trên thế giới được ước lượng - với nhiều tranh cãi - từ 8 đến 18 triệu người.
Trước thời huy hoàng của thành Roma, Alexandria là thành phố đông dân nhất của khu vực Địa Trung Hải. Alexandria cũng nổi tiếng nhờ ngọn hải đăng Alexandria, một trong 7 kỳ quan của thế giới thời thượng cổ, khu văn hoá Museion nơi tập trung tinh hoa của giới trí thức Cổ Hy Lạp, thư viện Alexandria (lớn nhất thế giới phương tây thời thượng cổ), và nhiều toà kiến trúc nổi tiếng khác.
Alexandria ngày nay cũng là nơi nhiều di chỉ khảo cổ được tiếp tục khám phá, đặc biệt là những di chỉ khảo cổ dưới lòng biển kể từ năm 1994.

## Lịch sử
Năm 334 TCN, vua xứ Macedonia là Alexandros III (sau đó nổi tiếng với danh hiệu Alexandros Đại Đế) thống lĩnh liên quân Macedonia - Hy Lạp xâm lăng đế quốc Ba Tư. Cuối năm 332 TCN Alexandros Đại Đế chiếm được Ai Cập trong tay Ba Tư. Ngày 7 tháng 4 năm 331 TCN Alexandros ra lệnh xây một thành phố mới, mang tên ông: Alexandria, tại địa điểm của một thành phố xưa, đã có từ thời các pharaon, là thành Rhakotis. Vì vậy, người Copt, con cháu của người Ai Cập nguyên thủy, vẫn gọi Alexandria là Rakota.
Trong thời gian đầu, người ta thường gọi Alexandria của Ai Cập (và ngày nay tiếng Ý vẫn còn gọi Alessandria d'Egitto) vì Alexandros Đại Đế đã ra lệnh xây rất nhiều thành phố mang tên ông. Thành phố được quy hoạch bởi kỹ sư Dinocrates , với những con đường thẳng tắp, ngăn ra những khu phố hình vuông hoặc chữ nhật. Lúc bấy giờ chu vi của thành phố đã đo được khoảng 14 đến 16 km!
Alexandros Đại Đế qua đời năm 323 TCN. Một viên cận thần của ông là Ptolemaios hùng cứ Ai Cập và lập nhà Ptolemaios, lấy Alexandria làm thủ đô. Nhà Ptolemaios đã xây cho Alexandria khu văn hóa, thư viện, ngọn hải đăng, lăng Alexandros Đại Đế và nhiều kiến trúc khác. Dân số Alexandria lên đến 1 triệu người vào khoảng năm 230 TCN và được coi là thành phố đông dân nhất thế giới mà người Âu biết được lúc bấy giờ.
Ai Cập bị La Mã chiếm năm 30 TCN, và Alexandria trở thành thủ phủ của tỉnh Ai Cập trong đế quốc La Mã. Năm 115, có nội chiến giữa người Hy Lạp và Do Thái, khiến Alexandria bị tàn phá. Hoàng đế La Mã là Hadrian ra lệnh cho kiến trúc sư Decriannus chỉ huy xây lại thành phố. Ngày 21 tháng 7 năm 365, Alexandria bị sóng thần tàn phá (Vụ động đất năm 365 tại đảo Crete),
Ngày 8 tháng 11 năm 641, tướng Ả Rập là Amr ibn al-As ký hoà ước tiếp thu Alexandria trong tay đế quốc Đông La Mã. Từ đó Alexandria nằm trong vùng kiểm soát của người Ả Rập. Tên Alexandros vốn được Ả Rập hóa là Iskandar  và Alexandria được người Ả Rập gọi là Iskandariya. Các chính quyền Ả Rập đặt thủ phủ ở Fustat và Cairo . Alexandria lùi về vị trí thành phố thứ nhì của Ai Cập, và đại khái giữ ngôi vị này cho đến ngày nay.

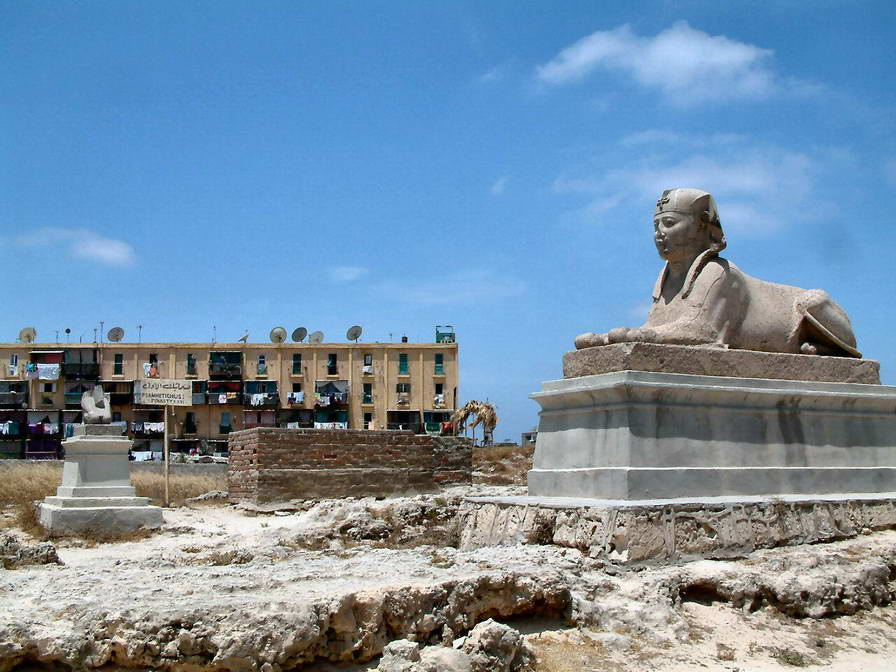
Alexandria, tượng nhân sư bằng đá hoa cương màu cẩm chướng, thời nhà Ptolemy.

Quân Pháp của Napoléon chiếm Alexandria ngày 2 tháng 7 năm 1798. Quân Anh bao vây gần 6 tháng và chiếm Alexandria ngày 2 tháng 9 năm 1801. Tiếp theo đó Alexandria về tay tổng đốc Muhammad Ali của đế quốc Ottoman, người dựng lên một nước Ai Cập tự trị. Muhammad Ali cho xây lại thành phố khoảng năm 1810 và đến năm 1850 thì Alexandria lại có được vẻ huy hoàng của thời xưa.
Từ năm 1869, khi kênh Suez được khánh thành, Alexandria lại trở thành trung tâm buôn bán quan trọng nhất Ai Cập, với nhiều sắc dân nước ngoài đến định cư: người Hy Lạp, người Ý, người Pháp...
Năm 1882, Anh quốc đưa quân vào chiếm Ai Cập và Sudan. Trong cuộc xâm lăng này Alexandria bị hải quân Anh bắn phá vào tháng 7 năm 1882, trước khi bị người Anh chiếm lấy.

## Giao thông
Alexandria nằm về phía tây châu thổ sông Nile, giữa hồ Mareotis và đảo Pharos. Một con đường đê, có tên là Heptastade, nối liền thành phố với đảo Pharos, làm thành phố rộng thêm, và cũng ngăn bến cảng Alexandria thành hai bến đông và tây. 

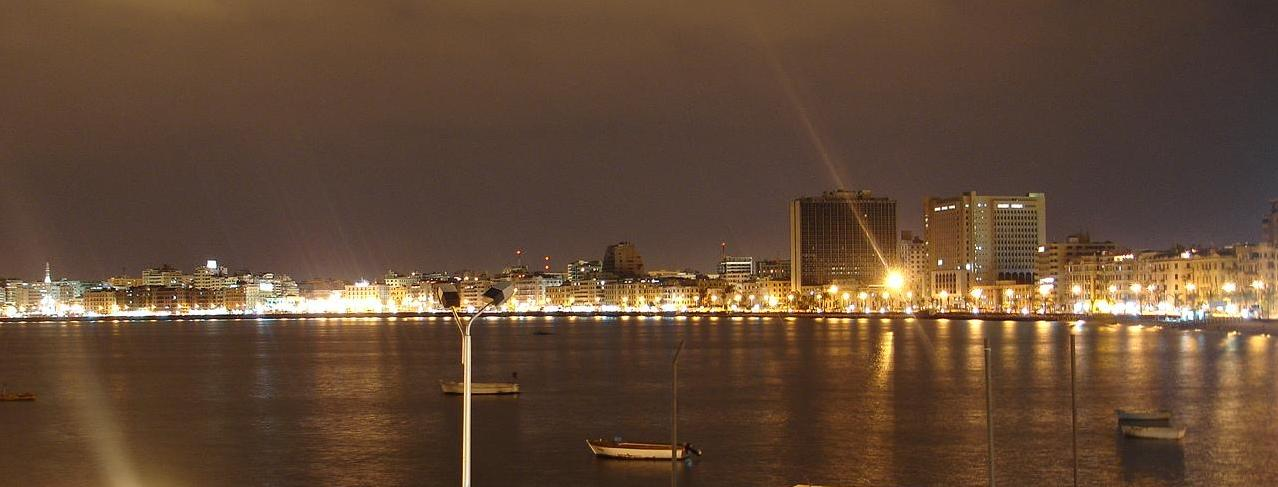
Alexandria về đêm

Alexandria có Sân bay El Nouzha, nằm cách thành phố 7 km về hướng đông nam, và Sân bay Borg al Arab cách trung tâm thành phố 25 km.
Các đường xa lộ dẫn đến Alexandria có:
- Đường duyên hải quốc tế. (Alexandria - Port Said)
- Đường sa mạc Alexandria - Cairo dài 220 km, rộng 6-8 hàng.
- Đường "nông nghiệp" Alexandria - Cairo.
- Đường Vòng quanh
- Đường Ta'ameer "Mehwar El-Ta'ameer" - (Alexandria - bờ biển phía bắc)

Alexandria cũng có đường xe lửa, tramway (có từ năm 1860, xưa nhất châu Phi) và dĩ nhiên xe buýt.

## Khí hậu
Alexandria thuộc vùng khí hậu Địa Trung Hải, mùa đông ít lạnh mà nhiều mưa, hè nóng và ẩm. Tháng giêng và tháng hai lạnh nhất, nhiệt độ từ 12 °C (53 °F) đến 18 °C (64 °F). Alexandria hay có bão, mưa to gió lớn và đôi khi mưa đá. Tháng bảy và tháng tám nóng nhất, nhiệt độ trung bình lên đến 31 °C (87 °F). Hai mùa xuân thu là thời gian lý tưởng để tham quan Alexandria với nhiệt độ trung bình 22 °C (71 °F).
| Dữ liệu khí hậu của Alexandria                   | Dữ liệu khí hậu của Alexandria | Dữ liệu khí hậu của Alexandria | Dữ liệu khí hậu của Alexandria | Dữ liệu khí hậu của Alexandria | Dữ liệu khí hậu của Alexandria | Dữ liệu khí hậu của Alexandria | Dữ liệu khí hậu của Alexandria | Dữ liệu khí hậu của Alexandria | Dữ liệu khí hậu của Alexandria | Dữ liệu khí hậu của Alexandria | Dữ liệu khí hậu của Alexandria | Dữ liệu khí hậu của Alexandria | Dữ liệu khí hậu của Alexandria |
| Tháng                                            | 1                              | 2                              | 3                              | 4                              | 5                              | 6                              | 7                              | 8                              | 9                              | 10                             | 11                             | 12                             | Năm                            |
| ------------------------------------------------ | ------------------------------ | ------------------------------ | ------------------------------ | ------------------------------ | ------------------------------ | ------------------------------ | ------------------------------ | ------------------------------ | ------------------------------ | ------------------------------ | ------------------------------ | ------------------------------ | ------------------------------ |
| Cao kỉ lục °C (°F)                               | 27.7 (81.9)                    | 32.7 (90.9)                    | 38.4 (101.1)                   | 43.4 (110.1)                   | 45.1 (113.2)                   | 44.6 (112.3)                   | 39.0 (102.2)                   | 40.0 (104.0)                   | 39.8 (103.6)                   | 37.9 (100.2)                   | 35.2 (95.4)                    | 29.0 (84.2)                    | 45.1 (113.2)                   |
| Trung bình ngày tối đa °C (°F)                   | 18.4 (65.1)                    | 19.3 (66.7)                    | 20.9 (69.6)                    | 24.0 (75.2)                    | 26.5 (79.7)                    | 28.6 (83.5)                    | 29.7 (85.5)                    | 30.4 (86.7)                    | 29.6 (85.3)                    | 27.6 (81.7)                    | 24.1 (75.4)                    | 20.1 (68.2)                    | 24.9 (76.8)                    |
| Trung bình ngày °C (°F)                          | 13.4 (56.1)                    | 13.9 (57.0)                    | 15.7 (60.3)                    | 18.5 (65.3)                    | 21.2 (70.2)                    | 24.3 (75.7)                    | 25.9 (78.6)                    | 26.3 (79.3)                    | 25.1 (77.2)                    | 22.0 (71.6)                    | 18.7 (65.7)                    | 14.9 (58.8)                    | 20.0 (68.0)                    |
| Tối thiểu trung bình ngày °C (°F)                | 9.1 (48.4)                     | 9.3 (48.7)                     | 10.8 (51.4)                    | 13.4 (56.1)                    | 16.6 (61.9)                    | 20.3 (68.5)                    | 22.8 (73.0)                    | 23.1 (73.6)                    | 21.3 (70.3)                    | 17.8 (64.0)                    | 14.3 (57.7)                    | 10.6 (51.1)                    | 15.8 (60.4)                    |
| Thấp kỉ lục °C (°F)                              | 2.2 (36.0)                     | 2.8 (37.0)                     | 3.3 (37.9)                     | 6.8 (44.2)                     | 10.1 (50.2)                    | 13.4 (56.1)                    | 17.0 (62.6)                    | 18.6 (65.5)                    | 15.0 (59.0)                    | 11.2 (52.2)                    | 10.3 (50.5)                    | 4.4 (39.9)                     | 2.2 (36.0)                     |
| Lượng Giáng thủy trung bình mm (inches)          | 52.8 (2.08)                    | 29.2 (1.15)                    | 14.3 (0.56)                    | 3.6 (0.14)                     | 1.3 (0.05)                     | 0.01 (0.00)                    | 0.03 (0.00)                    | 0.1 (0.00)                     | 0.8 (0.03)                     | 9.4 (0.37)                     | 31.6 (1.24)                    | 52.7 (2.07)                    | 195.84 (7.71)                  |
| Số ngày giáng thủy trung bình (≥ 0.01 mm)        | 11.0                           | 8.9                            | 6.0                            | 1.9                            | 1.0                            | 0.04                           | 0.04                           | 0.04                           | 0.2                            | 2.9                            | 5.4                            | 9.5                            | 46.92                          |
| Độ ẩm tương đối trung bình (%)                   | 69                             | 67                             | 67                             | 65                             | 66                             | 68                             | 71                             | 71                             | 67                             | 68                             | 68                             | 68                             | 68                             |
| Số giờ nắng trung bình tháng                     | 192.0                          | 210.3                          | 247.0                          | 273.9                          | 316.8                          | 353.2                          | 362.2                          | 345.3                          | 296.7                          | 281.7                          | 224.1                          | 195.7                          | 3.298,9                        |
| Nguồn 1: Tổ chức Khí tượng Thế giới (1971–2000), |                                |                                |                                |                                |                                |                                |                                |                                |                                |                                |                                |                                |                                |
| Nguồn 2: NOAA                                    |                                |                                |                                |                                |                                |                                |                                |                                |                                |                                |                                |                                |                                |

## Những nơi để tham quan

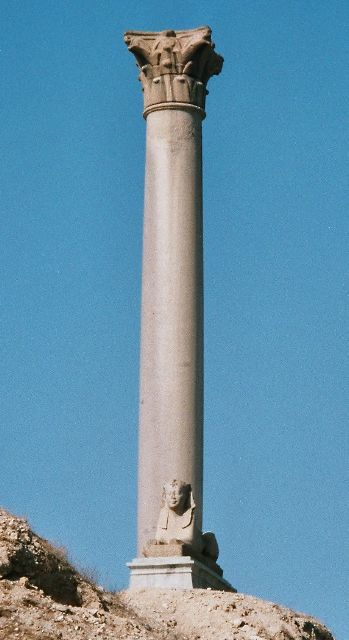
Cột trụ Pompey

Phần lớn kiến trúc của thành phố cổ đại không còn tồn tại đến ngày nay. Chẳng hạn như kỳ quan hải đăng Alexandria đã bị phá hủy do một trận động đất. Tuy nhiên danh sách những nơi có thể viếng ở Alexandria cũng không ngắn:

### Cột trụ Pompey
Cột trụ Pompey không có liên quan gì đến tướng Pompey người đã cùng Julius Caesar lập ra Tam Đầu Chế thứ nhất. Trụ này chỉ được dựng năm 293 thời hoàng đế Diocletian. Trụ cao 30 mét (99 ft), đường kính khoảng 3 mét ở chân và 2 mét 50 trên đỉnh, thân làm bằng đá hoa cương đỏ được đánh bóng. Nơi này xưa có đền Serapeum, cũng là nơi chứa một số sách của thư viện Alexandria.

### Địa đạo Kom al-Soqqafa
Địa đạo lăng mộ Kom al-Soqqafa nằm không xa cột trụ Pompey, phía tây nam, trong có mê hồn trận nhiều tầng. Trong địa đạo còn nhiều cột trụ, tượng, quan tài, phòng tiếp tân... thời Ai Cập thuộc La Mã. Địa đạo này được kiến trúc vào cuối thế kỷ 1, sử dụng cho đến thế kỷ 4, và tái khám phá ngày 28 tháng 9 năm 1900.

### Đồn Qayt Bay

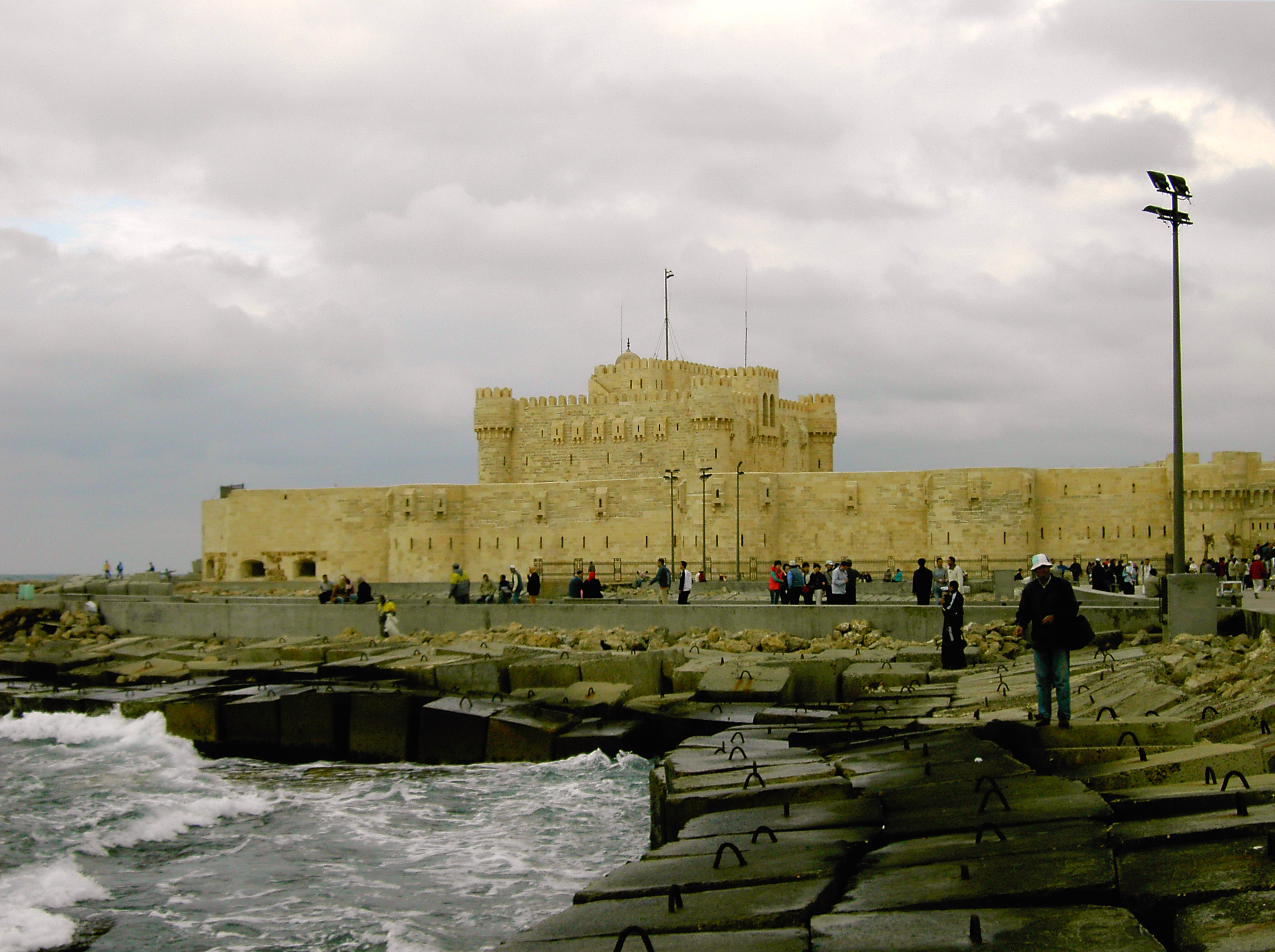
Đồn Qaytbay

Ở cổng vào bến cảng đông, đồn này do sultan Qayt Bey cho xây vào thập niên 1480. Đồn ở ngay vị trí của ngọn hải đăng Alexandria ngày trước. Ngọn hải đăng vốn bị động đất phá hủy khoảng năm 1100. Xây theo kiểu trung cổ, đồn Qayt Bey đã được hoàn toàn tái thiết năm 2001/2002; bên trong có viện bảo tàng Hải quân, trưng bày nhiều cổ vật của những trận hải chiến thời La Mã và thời Napoléon. Bên cạnh đồn có viện thủy sinh học nuôi rất nhiều giống cá hiếm.

### Đấu trường Kom-el-Dick
Đấy chỉ là một đấu trường nhỏ, nhưng trong nước chỉ có một. Những cuộc khai quật vẫn được tiếp tục tiến hành ở đấy từ thập niên 1970. Đấu trường nằm trong khu vườn du ngoạn thời nhà Ptolemaios, có khoảng 800 chỗ ngồi, gồm 13 hàng ghế bằng đá hoa trắng, loại đá đem từ châu Âu sang. Những hàng cột làm bằng đá hoa màu lục, đem từ Tiểu Á sang, và đá hoa màu đỏ đem từ Aswan ở miền nam Ai Cập.
Bên ngoài, còn những mái vòm và tường bằng đá, các nhà tắm La Mã làm bằng gạch và phế tích của những căn nhà thời La Mã. 

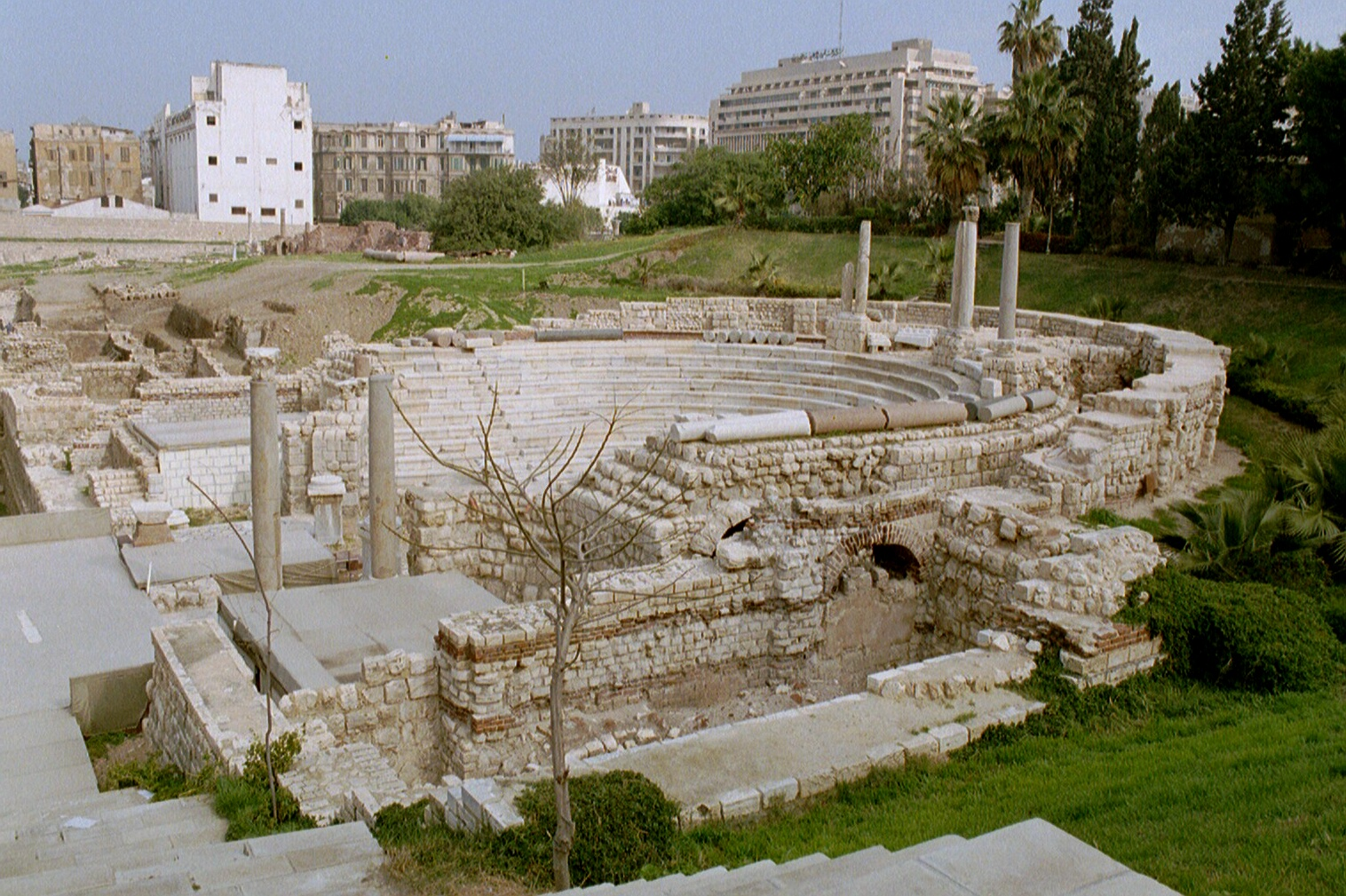
Đấu trường thời La Mã Kom-el-Dicka

Trong khuôn viên đấu trường này vừa được xây dựng một viện bảo tàng mới, lộ thiên, để trưng bày những thành quả của môn khảo cổ dưới lòng biển đem lên được từ thềm lục địa Alexandria. Đáng chú ý nhất là những tượng nhân sư, cột trụ obelisk, cột trụ hình chỉ thảo (papyriform) và mảnh của những pho tượng khổng lồ.

### Viện bảo tàng Hy - La
Thành lập năm 1892, viện bảo tàng Hy Lạp - La Mã của Alexandria được dời về địa điểm ngày nay - gần lộ Gamal Abdul Nasser - năm 1895. Nơi đây trưng bày hàng nghìn cổ vật từ thế kỷ 3 TCN về sau, phản ánh khá nhiều về đời sống và văn minh Hy - La tại Ai Cập.

### Viện bảo tàng châu báu hoàng gia
Nằm trong một cung điện của vua Farouk ngày trước, viện bảo tàng này quy tụ nhiều đồ trang sức và báu vật đã thuộc về gia đình nhà Muhammad Ali (1805 - 1952). Khi ngắm nhìn bàn cờ vua có cẩn nhiều đá quý của lãnh tụ Muhammad Ali của Ai Cập hoặc vương miện có 1506 viên kim cương của hoàng hậu Farida, nhiều người tưởng mình đang sống trong truyện thần tiên.

### Viện bảo tàng quốc gia Alexandria

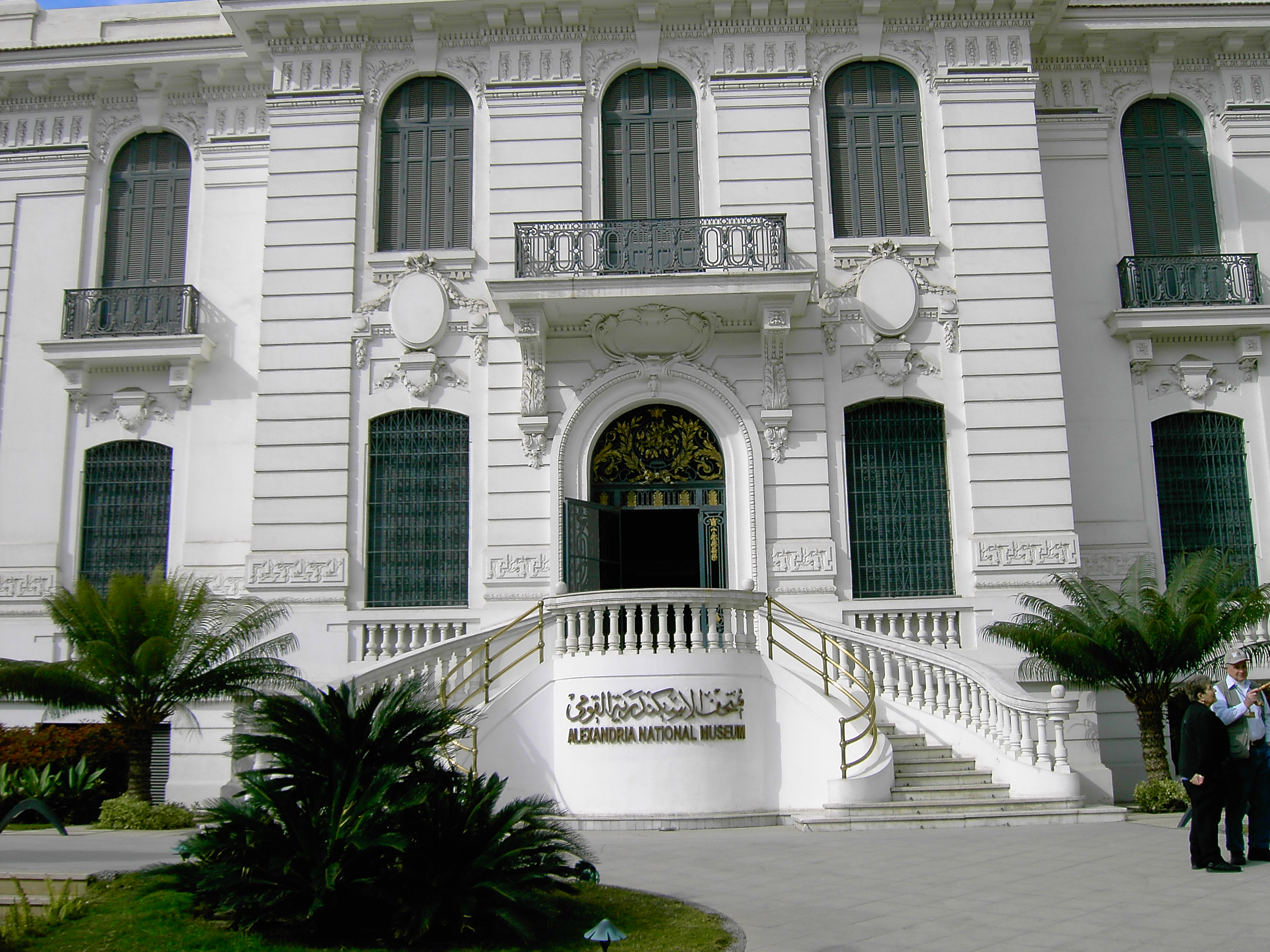
Mặt tiền viện bảo tàng quốc gia

Trưng bày các cổ vật xuất xứ từ tất cả các thời đại của lịch sử Ai Cập. Dưới hầm là một toà lô-cốt xưa, dành cho những cổ vật thời các pharaon.

### Những vườn thượng uyển của Montaza
Những ngôi vườn này được bao quanh bởi những bức tường cao phía nam, đông và tây, và bãi biển phía bắc. Khu vực này là đất của hoàng gia nhà Muhammad Ali. Trong khu này có cung Salamlek, do khedive Abbas II cho xây năm 1892; và cung Haramlik do vua Fuad I cho xây năm 1932.

### Bibliotheca Alexandrina

Bibliotheca Alexandrina

Đề án làm tái sinh thư viện Alexandria để trở thành thư viện lớn nhất thế giới được tiến hành từ cuối thế kỷ 20 do sự cộng tác của cơ quan UNESCO và nhà nước Ai Cập. Thư viện tái sinh Bibliotheca Alexandrina đã được khánh thành ngày 16 tháng 10 năm 2002.
Bibliotheca Alexandrina có những phòng đọc sách chứa được đến 2000 người đọc, 3 viện bảo tàng, 5 viện nghiên cứu, và nhiều phòng triển lãm. Có đến 7 tầng phòng đọc sách, mà 4 tầng nằm dưới mực nước biển.
Một viện bảo tàng dành triển lãm hàng ngàn tài liệu viết tay, trong đó có 2 quyển Kinh Thánh do toà thánh Vatican biếu tặng. Ngoài ra còn có một bản sao y phiến đá thành Rosetta, tài liệu đã giúp nhà khảo cổ Jean-François Champollion giải mã được văn tự Cổ Ai Cập.

### Các nơi khác
- Điện Montaza, ở khu Montaza
- Điện Ras el-Tin, ở khu Ras el-Tin
- Phủ tổng thống, ở khu Maamoura

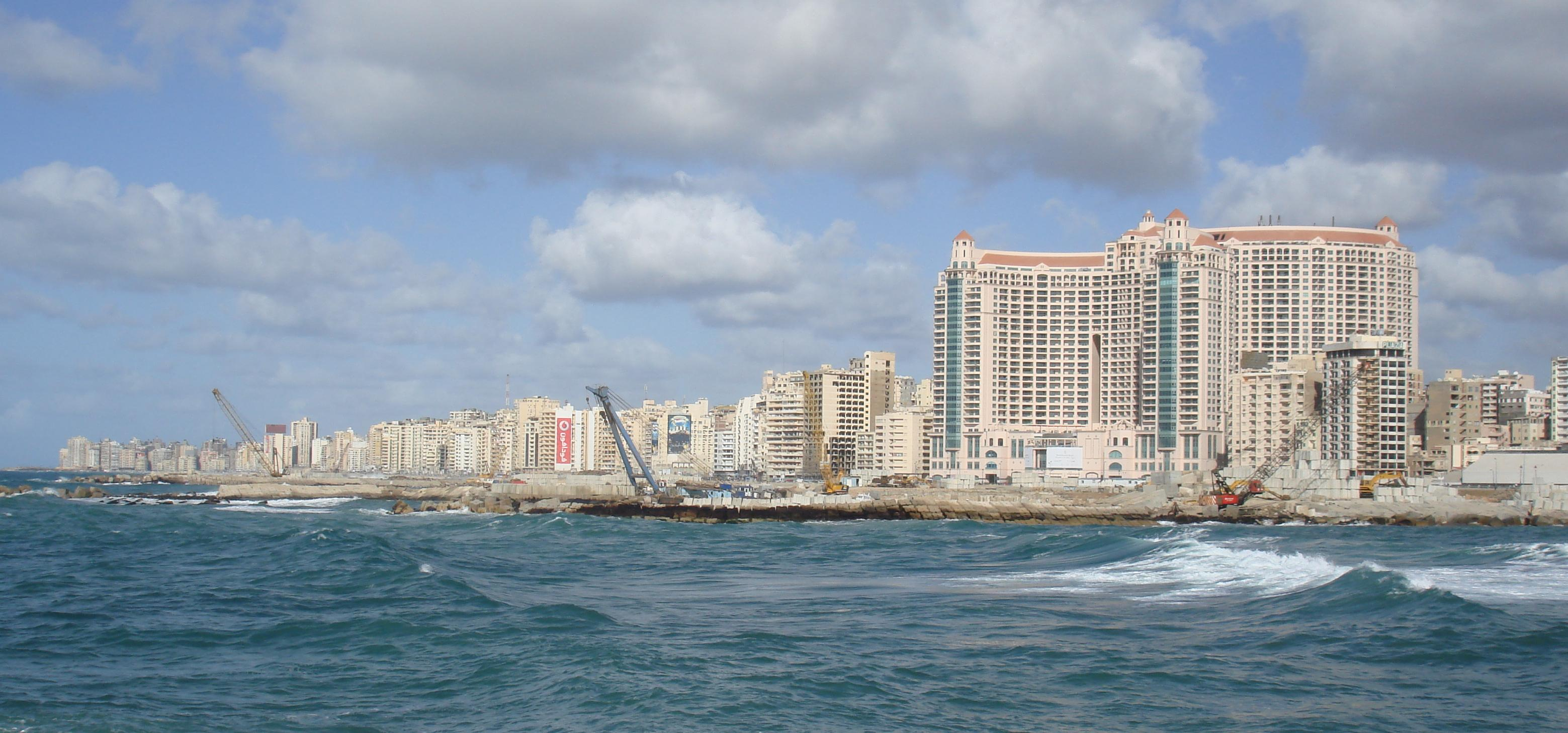
Bãi biển San Stephano ở Alexandria.

- Viện bảo tàng mỹ nghệ (The Museum of Fine Arts)
- Viện bảo tàng Cavafy
- Vườn Antoniades
- Những vườn Shallalat
- Sở thú Alexandria
- Green Plaza
- Fantazy Land
- Bãi biển Maamoura Beach, Alexandria
- Làng Marina

## Ngôn ngữ địa phương
- Tiếng Ả Rập, khi nói đến Alexandria một cách trang trọng thì người ta thêm chữ al phía trước: al-Iskandareyya(h) (الإسكندرية), chẳng hạn trong các sách vở hoặc bài diễn văn. Chữ h sau chót luôn luôn được viết, nhưng khi thì được phát âm, khi thì không, vì không bắt buộc.
- Các khẩu âm khác nhau ở Ai Cập có thể phát âm là Eskenderreya hoặc Iskindereyya(h), nhưng viết thì y như nhau. Tiếng Ả Rập tiêu chuẩn thì phát âm là Iskandariyya(h).
- Những người sinh trưởng tại Alexandria và tại thủ đô Cairo thì gọi Alexandria là "Alex" khi nói chuyện thông thường hàng ngày.
- Tiếng Ả Rập, phương ngữ Ai Cập gọi người sinh trưởng ở Alexandria, hoặc người từ Alexandria đến là Esakandarani (اسكندراني).

## Giáo dục

### Đại học
Những trường đại học nổi tiếng ở Alexandria có:
- Alexandria University
- Arab Academy for Science and Technology and Maritime Transport
- Alexandria Institute of Technology (AIT)
- High Institute For Computers & Information Systems - HICIS Abo Qir
- Pharos University in Alexandria
- Université Senghor, trường đại học với ngôn ngữ giảng dạy là tiếng Pháp, khánh thành năm 1990.

### Trung học
Alexandria có khá nhiều trường ngoại quốc (Anh, Pháp, Đức, Hoa Kỳ), và nhất là Pháp, với đến 4 trường mang tên "École Soeurs Franciscaines". Những trường trung học nổi tiếng ở Alexandria có:
- Abbas Helmy High School
- Al Abaseya High School
- Al-Madina Al-Monawara High School
- Alexandria House of English
- British School of Alexandria
- Collège Saint Marc

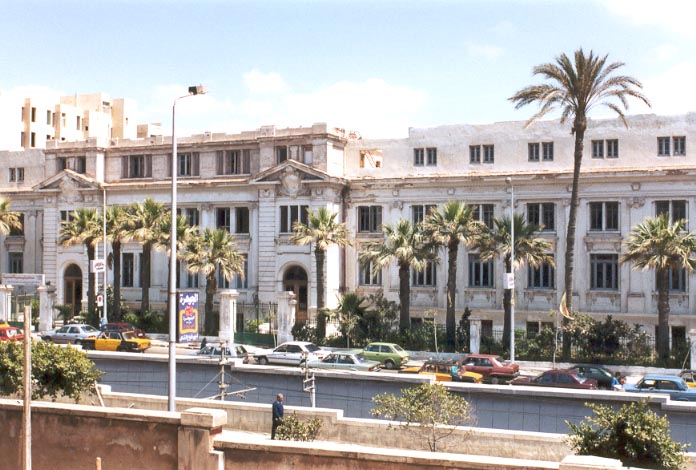
Lycée Al-Horreya, Alexandria

- Deutsche Schule der Borromärinnen DSB A "Saint Charles Borromé"
- École Champollion
- École Sainte Catherine
- Egyptian American School
- Egypt Modern School
- El Nasr Boys' School
- El Nasr Girls' College
- Gamal Abdel Nasser High School
- Lycée Al-Horreya
- Manar English Girls School
- Mubarak Technological School (MTS)
- Moharram Bey Schools
- Modern American School
- Pioneers American sporting school
- Riada Language School (RLS)
- Sacred Heart Girls' School (SHS)
- Schutz American School
- Sidi Gaber Language School {SLS}
- Taymour English School (TES)
- Victoria College
- Zahran Language School (Z.L.S)

## Danh nhân
Nhiều nhân vật nổi tiếng xưa nay là người sinh trưởng tại Alexandria hoặc đã chọn Alexandria làm quê hương thứ hai, như:
- Kleopatra VII (Nữ hoàng Ai Cập)
- Eratosthenes (Nhà bác học)
- Euclid (Nhà toán học, mệnh danh "cha đẻ của môn hình học")
- Gamal Abdel Nasser (Tổng thống Ai Cập)
- Haim Saban (Nhà tỉ phú Hoa Kỳ)
- Omar Sharif (Diễn viên người Ai Cập)
- Tawfiq al-Hakeem (Nhà văn Ai Cập)
- Youssef Chahine (Nhà đạo diễn người Ai Cập)

## Sự ngưỡng vọng
Sự ngưỡng vọng, yêu mến Alexandria đã khiến nhiều người Âu Mỹ viết lên nhiều công trình, tác phẩm về thành phố này, cộng với những công trình của người địa phương:

### Nhạc phẩm

#### tiếng Anh
- Alexandria do Kamelot

#### Tiếng Ả Rập
- Ahsan Nas do Dalida.
- Leil Eskendereya do Moustafa Amar.
- Shat Eskendereya do Fairouz.
- Ya Eskendereya do Mohamed Mounir.
- Ya Wad Ya Eskandarany do Moustafa Amar.

#### Tiếng Hy Lạp
- Alexandrinos do Yannis Kotsiras.

#### Tiếng Pháp
- Alexandrie do Georges Moustaki.
- Alexandrie, Alexandra do Claude François.

### Tiểu thuyết
- Academic Year (1955, khởi biên vào cuối thập niên 1940) do D.J. Enright.
- The Alexandria Semaphore do Robert Sole
- The Alexandria Quartet (1957-60, khởi biên vào cuối thập niên 1930) do Lawrence Durrell.
- The Bat (trong bộ ba Drifting Cities) (1965, khởi biên 1943-44) do Stratis Tsirkas.
- The Beacon at Alexandria (1986) do Gillian Bradshaw.
- City of Saffron (dịch năm 1989, khởi biên vào thập niên 1930) do Edwar Al-Kharrat.
- The Danger Tree (1977, khởi biên 1942) do Olivia Manning.
- Girls of Alexandria (dịch năm 1993, khởi biên vào thập niên 1930) do Edwar Al-Kharrat.
- Miramar (1967) do Naguib Mahfouz.
- No One Sleeps in Alexandria (1996, khởi biên thời Đệ Nhị Thế Chiến) do Ibrahim Abdel Meguid.
- Pashazade (2001, quyển đầu của bộ ba Arabesk trilogy do Jon Courtenay Grimwood.

### Bản đồ Alexandria
- 31°11′53″B 29°55′09″Đ / 31,198°B 29,9192°Đ Tọa độ: 31.198° 29.9192°
  - Bản đồ từ from Multimap hoặc GlobalGuide hoặc Google Maps
  - Hình ảnh từ trên không trung lấy từ TerraServer
  - Hình ảnh chụp từ vệ tinh lấy từ WikiMapia